# 真田町

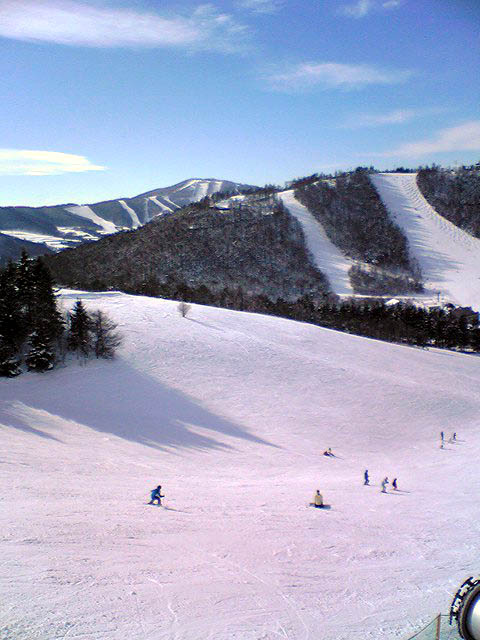
菅平高原

真田町（さなだまち）は、長野県東部（東信）の小県郡に存在した町で、2006年（平成18年）3月6日に、上田市、小県郡丸子町、武石村と合併し、新しい上田市の一部となった。
北部の菅平高原は標高約1,300mで、夏はラグビー、冬はスキーとスポーツが盛ん。また、夏の冷涼な気候を利用した高原野菜の栽培も盛んに行われている。

## 地理
東西約19.6 km、南北約17.2 kmの逆台形型をしている。
- 山：四阿山、烏帽子岳、根子岳、鏡台山、太郎山
- 川：神川、傍陽川、洗馬川、大洞川、渋沢川、角間川、大沢川

### 隣接していた自治体
- 長野県
  - 長野市
  - 上田市
  - 東御市
  - 須坂市
  - 千曲市
  - 埴科郡 坂城町
- 群馬県
  - 吾妻郡 嬬恋村

### 土地利用
- 農用地　18.29km2 (10.1%)
- 森林　 147.45 km2 (81.1%)
- 原野　0.02 km2 (0%)
- 河川等　1.61 km2(0.9%)
- 道路　3.15 km2 (1.7%)
- 宅地　3.81 km2 (2.1%)
- その他　7.57 km2 (4.1%)

## 歴史
戦国期に甲斐国武田氏の家臣となり、豊臣政権時代に大名化し、近世大名として存続した真田氏発祥の地である。

### 沿革
- 1958年（昭和33年）10月1日 - 長村・傍陽村・本原村が合併して真田町が発足。町名は公募により決まったが、町名の由来は旧長村地区に「真田」という大字名があるためとする説と、戦国大名真田氏発祥の地であるためとする説が有力。
- 2006年（平成18年）3月6日 - 上田市・丸子町・武石村と合併し、改めて上田市が発足。48年の町の歴史に終止符が打たれた。真田町役場は上田市役所真田地域自治センターに改称。

## 友好都市
- 和歌山県伊都郡九度山町 - 1977年（昭和52年）、姉妹都市締結。
- スイス連邦ダボス町 - 1976年（昭和51年）、姉妹都市締結

## 産業
農業・観光が基幹産業である。

## 交通
真田町には、上田市を経由してアクセスするのが一般的であるが、長野市から長野県道35号長野真田線で峠を越えて行くこともできる。

### 鉄道
鉄道はなく、上田市の上田駅（JR東日本北陸新幹線、しなの鉄道線、上田電鉄別所線）と路線バスにより結ばれている。
かつては上田交通真田傍陽線が上田駅と真田町の真田駅、傍陽駅を結んでいたが、1972年（昭和47年）に廃止された。

### バス
バス停は国道144号沿いにあり、バス停名は「真田自治センター入口」となる。
- 上田バス

上田駅
菅平高原
菅平高原（西菅平）
菅平高原（サニアパーク）
真田
真田（上渋沢）
傍陽（入軽井沢）
傍陽（大倉）
傍陽（横道）

### 道路
- 国道144号
- 国道406号
- 長野県道4号真田東部線（旧称横沢東部線、旧菅平有料道路）
- 長野県道34号長野菅平線
- 長野県道35号長野真田線
- 長野県道158号傍陽菅平線
- 長野県道175号矢沢真田線
- 長野県道176号下原大屋停車場線
- 長野県道182号菅平高原線

参考：最寄の高速道路のインターチェンジ
上信越自動車道上田菅平IC（上田市）

## 名所・観光地
- 菅平高原
  - 上信越高原国立公園
- 真田温泉、千古温泉、角間温泉
- 千古の滝
- 真田氏館
- 真田本城

## 女子サッカー
- 女子サッカークラブの大原学園JaSRA女子サッカークラブが、「サニアパーク菅平」に本拠地を置いていた。